# Pisarzowice (powiat lubański)
Pisarzowice (niem. Schreibersdorf) – wieś w Polsce położona w województwie dolnośląskim, w powiecie lubańskim, w gminie Lubań.

## Położenie
Pisarzowice to długa wieś łańcuchowa o długości około 4,1 km, leżąca na Pogórzu Izerskim, na Wysoczyźnie Siekierczyńskiej, u wschodnich podnóży Wzgórz Sławnikowskich, nad potokiem Łazek, na wysokości około 230–300 m n.p.m.

## Podział administracyjny
W latach 1975–1998 miejscowość należała administracyjnie do województwa jeleniogórskiego.

## Demografia
Według Narodowego Spisu Powszechnego (III 2011 r.) liczyły 1580 mieszkańców. Są największą miejscowością gminy Lubań.

## Historia
Wieś położona jest na terenie historycznych Łużyc Górnych. Tutejsze dobra należały w średniowieczu do rodu von Schreibersdorf, później ich właścicielem była rodzina von Salza, a od końca XVI w. von Warnsdorf. W 1756 Caspar Rudolf von Warnsdorf młodszy sprzedał majątek lubańskiemu kupcowi Gottfriedowi Steinbachowi; odtąd zmieniał on często właścicieli.
W 1946 wieś została włączona administracyjnie do nowo powstałego województwa wrocławskiego pod nazwą Pisarzowice. Majątek został znacjonalizowany; utworzono w nim państwowe gospodarstwo rolne Pisarzowice.

## Zabytki
Do wojewódzkiego rejestru zabytków wpisane są obiekty:
- kościół parafialny pw. Macierzyństwa Najświętszej Marii Panny, z XV w., z 1800 r.
- zespół folwarczny (nr 204), z XIX-XX w.
  - dom zarządcy
  - obora z częścią mieszkalną
  - stodoła i cielętnik
- zespół pałacowy (nr 214), z końca XVI-XIX w.
  - pałac (ruina) - rozległy obiekt wzniesiony w latach 1620-1622 w stylu renesansowym dla Hansa Georga von Warnsdorfa, na planie czworokąta z wewnętrznym dziedzińcem, wieżą i szeregiem ozdobnych szczytów. Przebudowany około 1765 dla Gottfrieda Steinbacha (likwidacja szczytów, podwyższenie wieży). Po 1945 używany jako mieszkanie dla pracowników PGR; opuszczony w latach 70. XX wieku i niezabezpieczony, popadł w ruinę. Obecnie zachowały się jedynie mury zewnętrzne[5].
  - oficyna
  - park
- zespół pałacowy (nr 263), z XVIII-XIX w.
  - pałac
  - park

## Szlaki pielgrzymkowe
Przez wieś przebiega Dolnośląska Droga św. Jakuba, odcinek szlaku pielgrzymkowego do grobu św. Jakuba w Santiago de Compostela w Hiszpanii.

## Urodzeni w Pisarzowicach
- Jakub von Salza (1481–1539) – biskup wrocławski w latach 1520–1539
- Gerhard Klopfer (1905–1987) – ostatni żyjący uczestnik konferencji w Wannsee.